# Кайкоура (хребти)
42°0′0″ пд. ш. 173°40′0″ сх. д. / 42.00000° пд. ш. 173.66667° сх. д.
Хребти Кайкоура (англ. Kaikōura Ranges) — це два паралельні гірські хребети, розташовані на північному сході Південного острова в регіонах Кентербері та Марлборо, у Новій Зеландії. Два хребти видно з великої відстані, в тому числі з південного узбережжя Північного острова.

## Географія

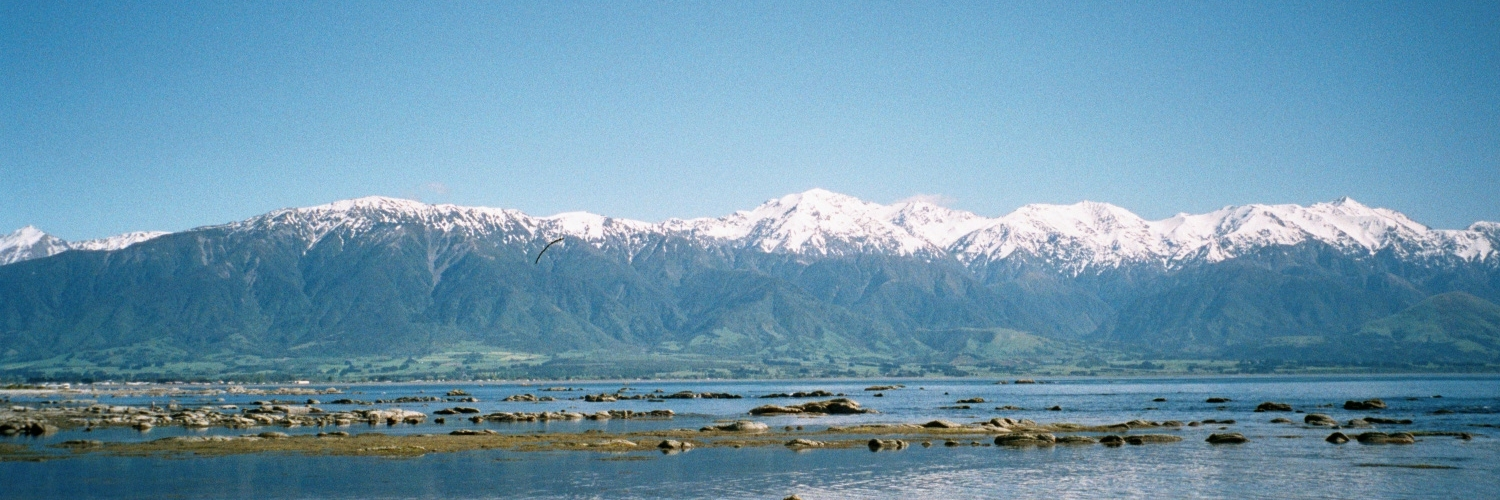
Вид з п-ва Кайкоура на хребет Севард Кайкоура з боку моря.

Хребти Кайкоура сформовані вздовж системи розломів Марлборо Нової Зеландії, їх можна розглядати як найпівнічніше продовження Південних Альп на Південному острові. Капітан Джеймс Кук назвав їх гори Локер-он (англ. Looker-on mountains, укр. Спостерігачі). Але сучасну назву вони беруть від імені міста Кайкоура, яке розташоване на східному узбережжі острова Південний, навпроти південного краю більш східного хребта — Севард Кайкоура (англ. Seaward Kaikoura Range). Цей хребет піднімається прямо від узбережжя на північ від міста і домінує над ним.

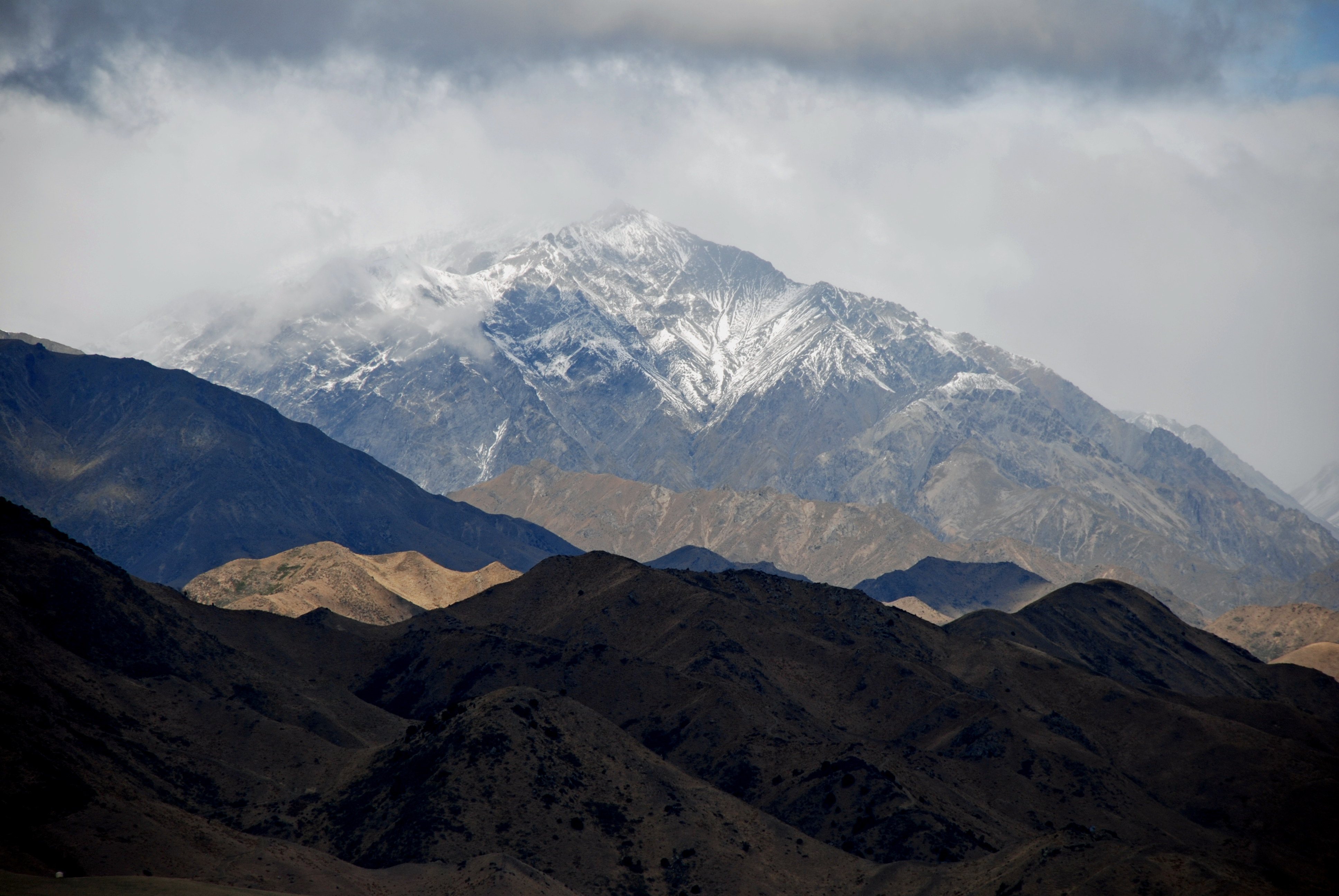
Вершина гори Тапуає-о-Уенуку

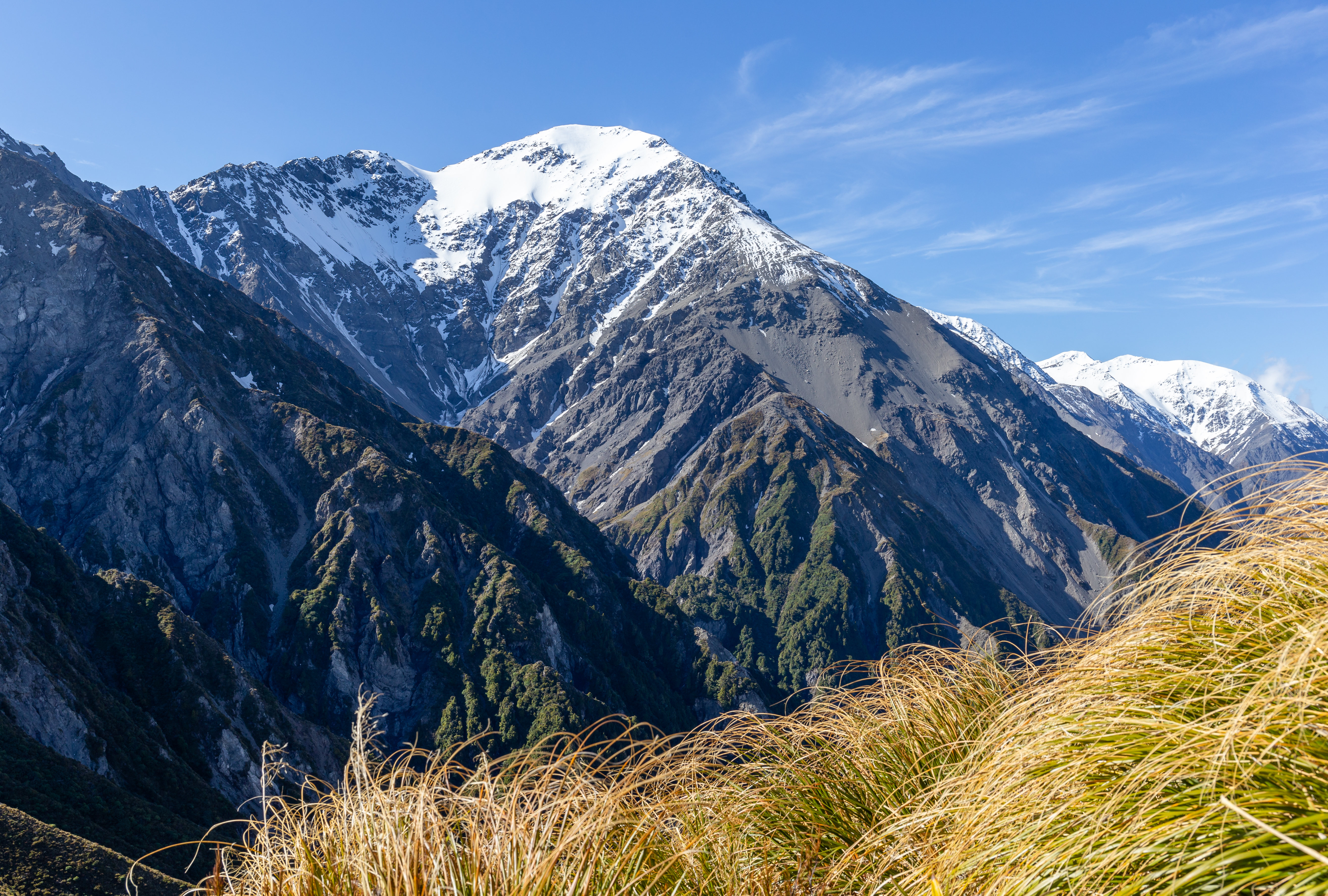
Гора Уверау (2213 м)

Хребет Севард Кайкоура, довжиною близько 79 км, починається за 32 км на південний захід від містечка Ворд, на північний схід від гори Пенінсула (англ. Mount Peninsula) висотою 1247 м, як продовження Пиловидного хребта (англ. Sawtooth Range) і обмежений на півночі вигином річки Кларенс. Найвища точка хребта — гора Манакау — 2608 метри над рівнем моря. Хребет простирається в південно-західному напрямку і закінчується на південний захід від вершини Тінлайн (англ. Mount Tinline), висотою 1747 м.
Довга річкова долина річки Кларенс відокремлює хребет Севард Кайкоура від довшого та вищого хребта Внутрішній Кайкоура (англ. Inland Kaikoura Range). Цей гірський хребет містить найвищий пік Тапуає-о-Уенуку висотою 2885 метрів, переклад назви якого з маорі є поетичним і перекладається як «Сліди бога веселки». За Внутрішнім Кайкоура, на захід, розташована долина річки Аватере, яка проходить паралельно долині річки Кларенс. Хребет Внутрішній Кайкоура має довжиною понад 97 км, починається з Блакитної гори (англ. Blue Mountain, 1243 м), що знаходиться на відстані 16 км на захід — південний захід від містечка Ворд. Хребет має південно-західний напрямок. Він закінчується на південний захід від гори Теркс-Хед (англ. Turks Head, 1959 м), в долині Ачерон (англ. Acheron Valley).
Хребти Кайкоура, вкриті снігом і є прекрасним видовищем, яке можна спостерігати з Веллінгтона, розташованого на протилежному березі протоки Кука. Клімат цих районів характеризується сухою холодною зимою. Долини, захищені довколишніми пагорбами та горами, часто сухі (середньорічна кількість опадів становить від 600 мм до 700 мм), з жарким літом і прохолодною зимою. Середня максимальна температура влітку становить майже 24 °C, а середня мінімальна температура взимку — 1,6 °C.

## Геологія

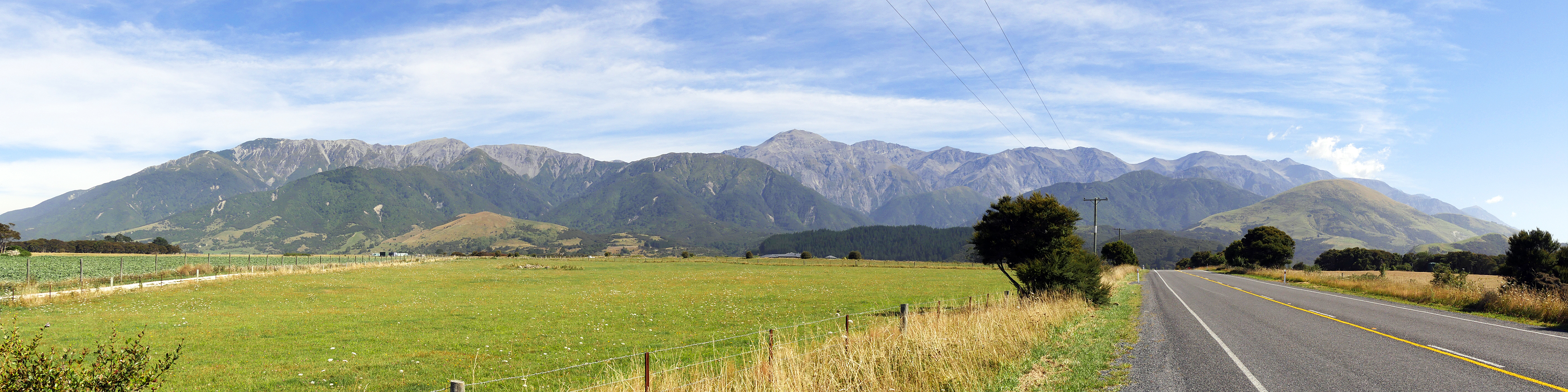
Хребет Кайкоура з боку моря (вид з шосе № 1)

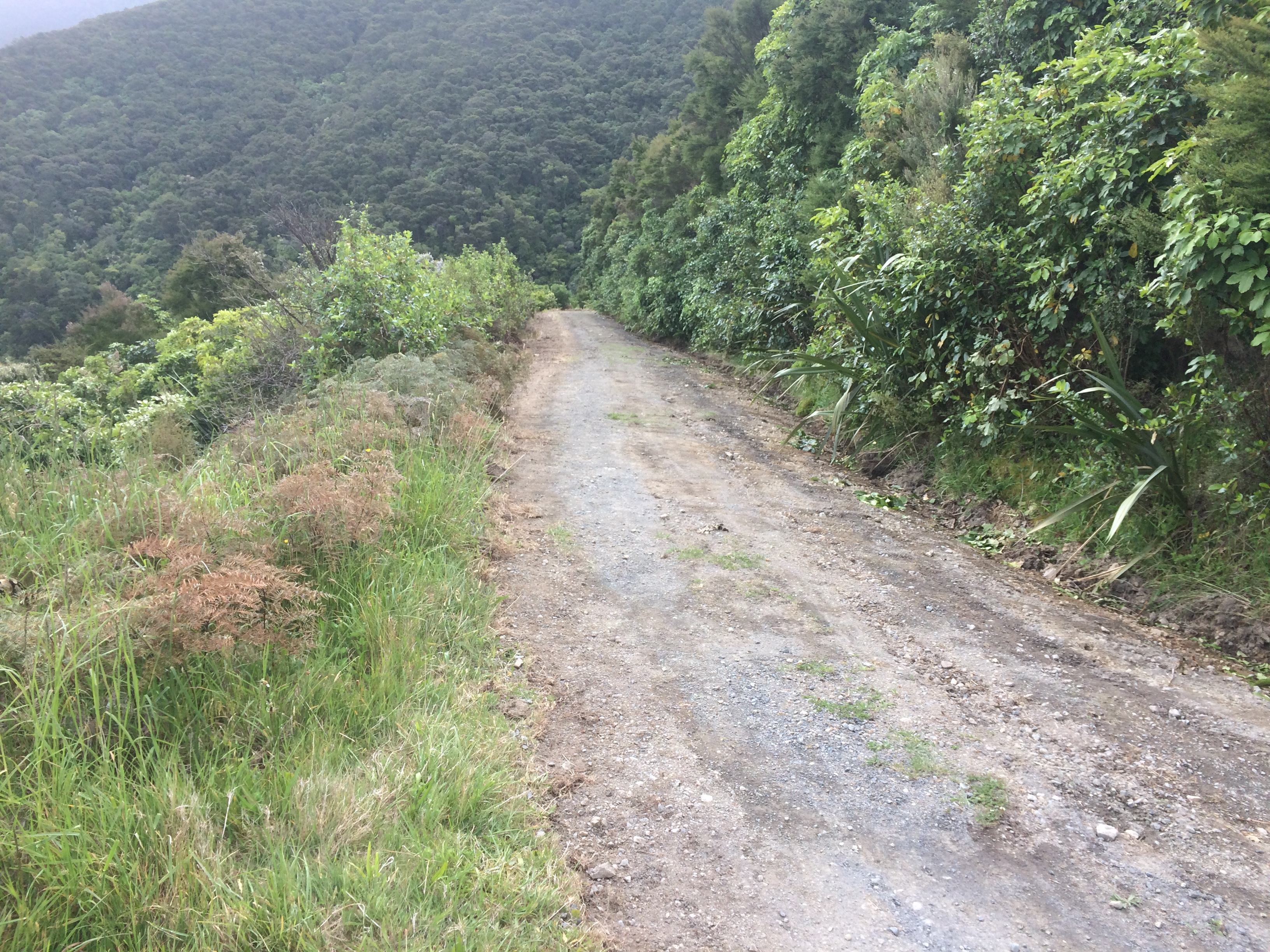
Дорога на гору Файф (1602 м)

Спочатку сформовані в епоху міоцену, хребти Кайкоура складаються в основному з грауваки та аргілітів. Подальше утворення гір відбулося в епоху раннього плейстоцену, і саме в цей період відбулося значне їх підняття, яке сформувало сучасний рельєф цих гір. Періоди зледеніння призвели до ерозії ґрунтів та утворення осипів. Ґрунти, як правило, бідні, а крутість рельєфу, як правило, призводить до нестабільності поверхні.
Обидва хребти почали підніматися з моря близько 30 мільйонів років тому внаслідок субдукції Тихоокеанської тектонічної плити під Австралійську плиту в районі Альпійського розлому. Цей процес триває і сьогодні і проявляється в частих, доволі сильних землетрусах в цьому районі і наявності активних розломів, на південно-східних і, відповідно, найкрутіших схилах цих хребтів.

## Флора
Частково внаслідок клімату, із сезонними сухими північно-західними вітрами, а частково внаслідок постійного підняття поверхні гір, але також через затоварення і появи шкідливих тварин після європейської експансії хребти і їх схили в значній мірі позбавлені рослинності; збереглися лише порівняно невеликі ділянки купини і гірської тотари. На нижньому північно-західному схилі хребта Кайкоура, зверненого до моря, чагарник мануки покриває великі площі.
Для гір характерні сопки і великі відкриті осипи, в той час як низовинні ліси, внаслідок лісозаготівлі, в значній мірі були вирубані до стану чагарникових зарослів. Тим часом, хребет Спенсера, який лежить північніше, має більш незаймані букові ліси.

## Фауна
Хребти містять важливу орнітологічну територію в «Долині річки Ковгай та струмка Буревісник». Місця, які знаходиться на висоті 1200—1800 м над рівнем моря, були визнані BirdLife International як важливе місце для птахів, оскільки воно містить всю гніздову популяцію, близько 100 000 пар у двох колоніях, буревісників Хаттона.

## Нотатки
1. ↑  Гора Пенінсула (англ. Mount Peninsula, укр. Півострів) — одна з найпівнічніших вершин гірського хребта Севард Кайкоура. Назва гори ймовірно походить від умовного, але добре вираженого півострова, який утворює річка Кларенс (англ. Waiau Toa / Clarence River), огинаючи з півночі хребет Севард Кайкоура.
2. ↑  Гора Тінлайн — одна з найпівденніших вершин гірського хребта Севард Кайкоура.
3. ↑  Гора Блакитна — одна з найпівнічніших вершин гірського хребта Внутрішній Кайкоура.
4. ↑  Вершини на зображенні підписані за допомогою використання графічних об'єктів мови розмітки HTML (див. «Карту зображень»)